# تينا كانديلاكي
تينا كانديلاكي( بالروسية : Тина Канделаки، بالجورجية : თინათინ კანდელაკი) (من مواليد 10 نوفمبر 1975 في تبليسي ، جورجيا ) هي صحفية روسية و شخصية عامة و مذيعة و منتجة.

## سيرتها

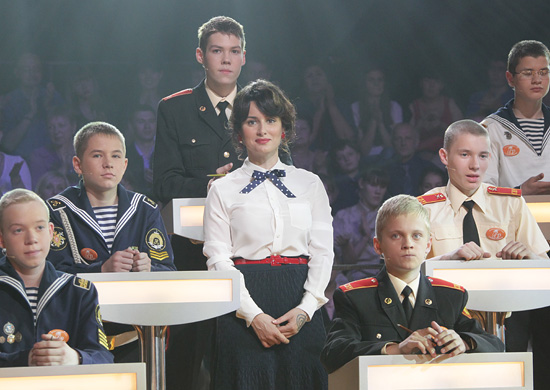
تينا كانديلاكي 2012

ولدت تينا في تبليسي، جورجيا . وكان ولدها خبير اقتصادي ومدير مستودع النباتية في تبليسي وبعد تقاعد ولده ذهبت إلى موسكو برفقة ولديها.تينا من عائلة نبيلة يونانية وأيضا لتينا اصول ارمنية تركية.

## وصلات خارجية
- تينا كانديلاكي على موقع IMDb (الإنجليزية)
- تينا كانديلاكي على موقع قاعدة بيانات الفيلم (الإنجليزية)
- تينا كانديلاكي على موقع كينوبويسك (الروسية)